# Алтан-Хухий-Ула
Алтан-Хухий-Ула (монг. Алтан Хөхий уул; в русскоязычных источниках также встречается под названиями Алтан-Хухий и Алтан-Хохий) — горная вершина в западной Монголии высотой 3350 метров над уровнем моря.

## Физико-географическая характеристика
Вершина Алтан-Хухий-Ула расположена в западной части Монголии в аймаке Ховд, сомон Мянгад, в северной части Монгольского Алтая.
Высота вершины Алтан-Хухий-Ула составляет 3350 метров над уровнем моря. Относительная высота вершины Алтан-Хухий-Ула составляет 1687 метров, родительской вершиной по отношению к ней является Таз-Ула высотой 3660 метров, расположенная примерно в 44 километрах в ЗЮЗ направлении. Южная сторона вершины Алтан-Хухий-Ула имеет крутой уклон и испещрена глубокими ущельями и оврагами.
В окрестностях вершины Алтан-Хухий-Ула находится ареал животных, включённых в Красную Книгу Монголии и Красную книгу Международного союза охраны природы, в частности, ирбис (VU) и архар (NT).
В 2007 году, в соответствии с законом Монголии об ООПТ, вершина Алтан-Хухий-Ула получила статус горы государственного поклонения. Всего в Монголии 10 вершин имеют подобный статус. Целью присвоения горам подобных статусов было возрождение традиций древних монгольских государств по использованию и защите природы, обычаев народа и религиозных обрядов.